# アフォントヴァ山遺跡
座標: 北緯56度01分35秒 東経92度44分10秒 / 北緯56.026404度 東経92.736156度

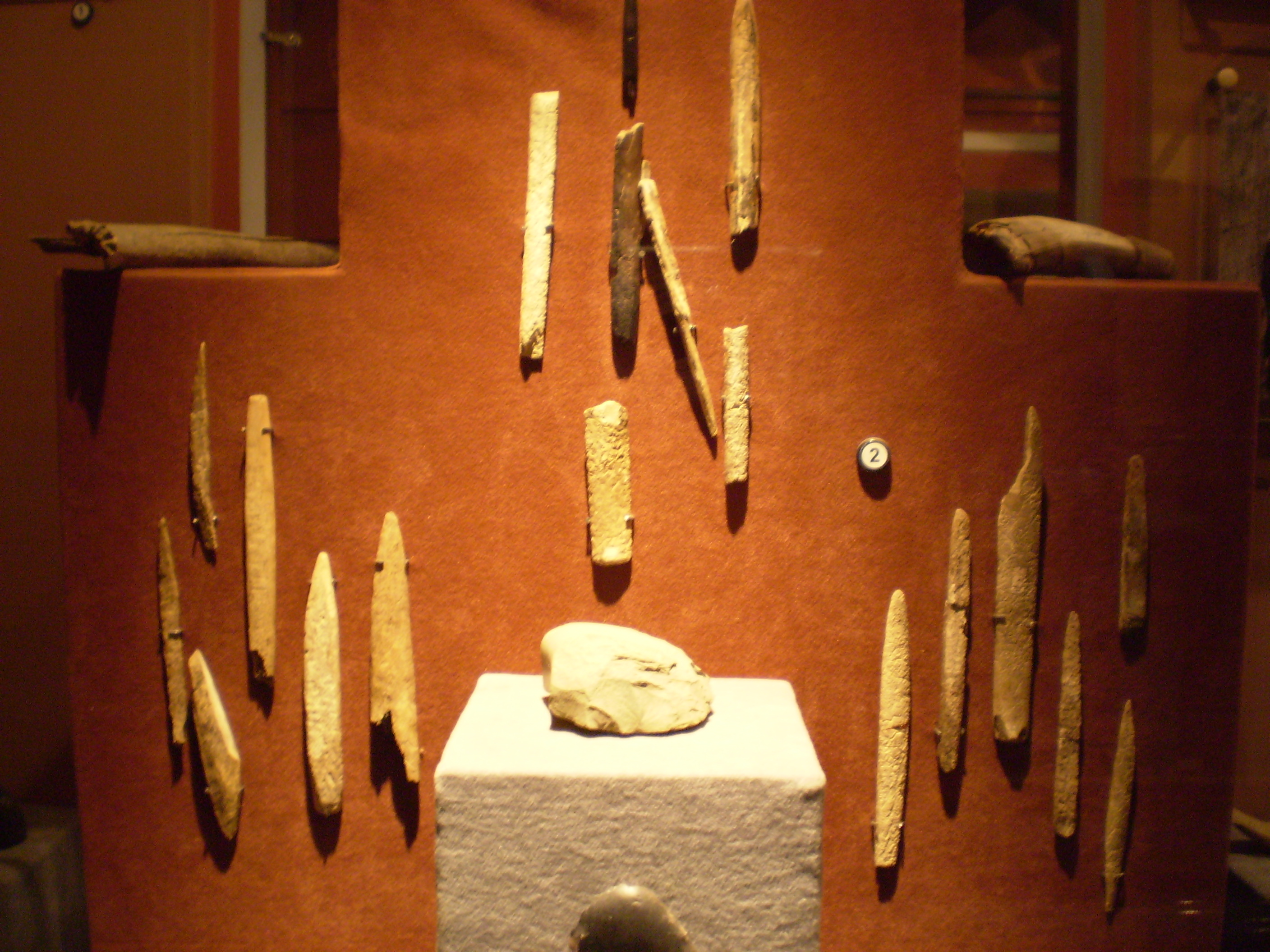
クラスノヤルスク地方博物館のアフォントヴァ山遺跡出土の道具

アフォントヴァ山遺跡（またはアフォントヴァ・ゴラ遺跡、Afontova Gora）は、後期後期旧石器時代および中石器時代のシベリアの遺跡群である。ロシアのクラスノヤルスク市近郊のイェニセイ川の左岸に位置するシベリアの複合遺跡。アフォントヴァ山遺跡はマルタ・ビュレット文化の人々と文化的・遺伝的なつながりがある。1884年にIvan Savenkovによって初めて発掘された。
アフォントヴァ・ゴラは複数の層序学層からなる複合体で、5つ以上のキャンプ跡がある。キャンプ跡にはマンモス狩りの痕跡があり、マンモスハンターの東方への拡大の結果であったと思われる。アフォントヴァ山遺跡で出土した人骨は、17,000～15,000年前の男性と少女で、エルミタージュ美術館に保管されている。

## 遺跡
アフォントヴァ山遺跡Iはイェニセイ川の西岸に位置し、ウマ、マンモス、トナカイ、ステップバイソン、大型イヌ科動物の遺骨が出土している。イヌ科動物の脛骨は16,900年前のものと推定され、頭骨は分類学的にイヌのものとされてきたが、現在は失われている。その記述は更新世や現代のキタオオカミの範囲外である。
アフォントヴァ山遺跡IIは人間の化石が発見された場所である。この遺跡は1912年から1914年にかけて、V.I.グロモフによって初めて発掘された。1924年、G.P.ソスノフスキー、N.K.アウエルバッハ、V.I.グロモフが、この遺跡で初めて人間の化石を発見した。マンモス、ホッキョクギツネ、ホッキョクノウサギ、トナカイ、バイソン、ウマの遺骨が発見された。
アフォントヴァ山遺跡Ⅱは7つの層からなる。アフォントヴァ山遺跡Ⅱの第3層は最も重要な層である：この層は最も多くの文化遺物を産出し、人間の化石が発見された層である。この層からは450以上の道具と250以上の骨製品（骨、角、象牙）が発見された。第3層では20,000以上の遺物が発見された。最初の発掘調査では、2つの異なる個体の化石が発見された：11～15歳の子供の上顎前臼歯と、成人の左橈骨、尺骨、上腕骨、指骨、前頭骨である。
アフォントヴァ山遺跡Ⅲは、1884年にI.T.サヴェンコフによって最初の発掘が行われた場所である。
この遺跡は1880年代後半の採掘活動によって妨害された。
遺跡は3つの層から成る。
アフォントヴァ山遺跡Ⅴは1996年に発見された。ノウサギ、ナキウサギ、ケーブライオン、ウマ、トナカイ、バイソン、ヤマウズラの遺骨が発見された。

## 出土人骨

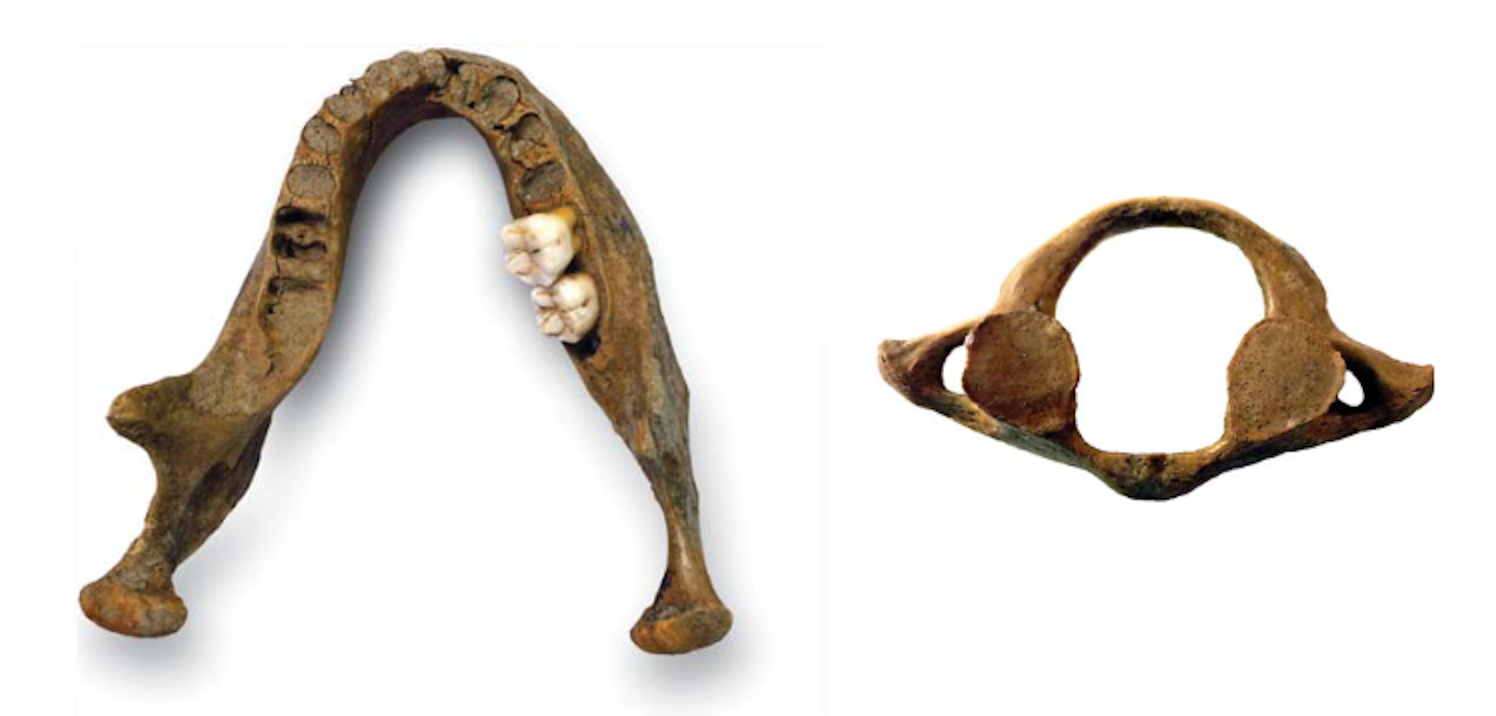
2014年にアフォントヴァ山遺跡で発見された下顎骨、歯、アトラス。

アフォントヴァ山2（AG2）とアフォントヴァ山3（AG3）と呼ばれる2体の遺体が発見された。(アフォントヴァ山1という名前はイヌ科の動物の遺体を指す）。

### アフォントヴァ山2
アフォントヴァ山2の人骨は、1920年代にアフォントヴァ山遺跡IIで発見され、エルミタージュ美術館に保管されていた。遺跡の年代はおよそ17,000BP（16,930-16,490 BP）である。
2009年、研究者たちはエルミタージュ美術館を訪れ、アフォントヴァ山2の上腕骨からDNAを抽出した。大きな汚染があったにもかかわらず、研究者たちはディープシーケンス（英語: Coverage (genetics)）ゲノムを抽出することに成功した。DNA鑑定でこの個体は男性であることが確認された。
この個体はシベリア南部のマリタ遺跡出土人骨1（マリタ少年、Mal'ta 1、Mal'ta boy）に近い遺伝的親和性を示した。Afontova山2はまた、漢民族よりもブラジル先住民であるカリティアナ族との遺伝的親和性が高いことを示した。ゲノムの約1.9～2.7％がネアンデルタール人由来であった。
Afontova Gora 2のY染色体は、ハプログループQ1a1（Q-F746）に属することが判明した。

### アフォントヴァ山3

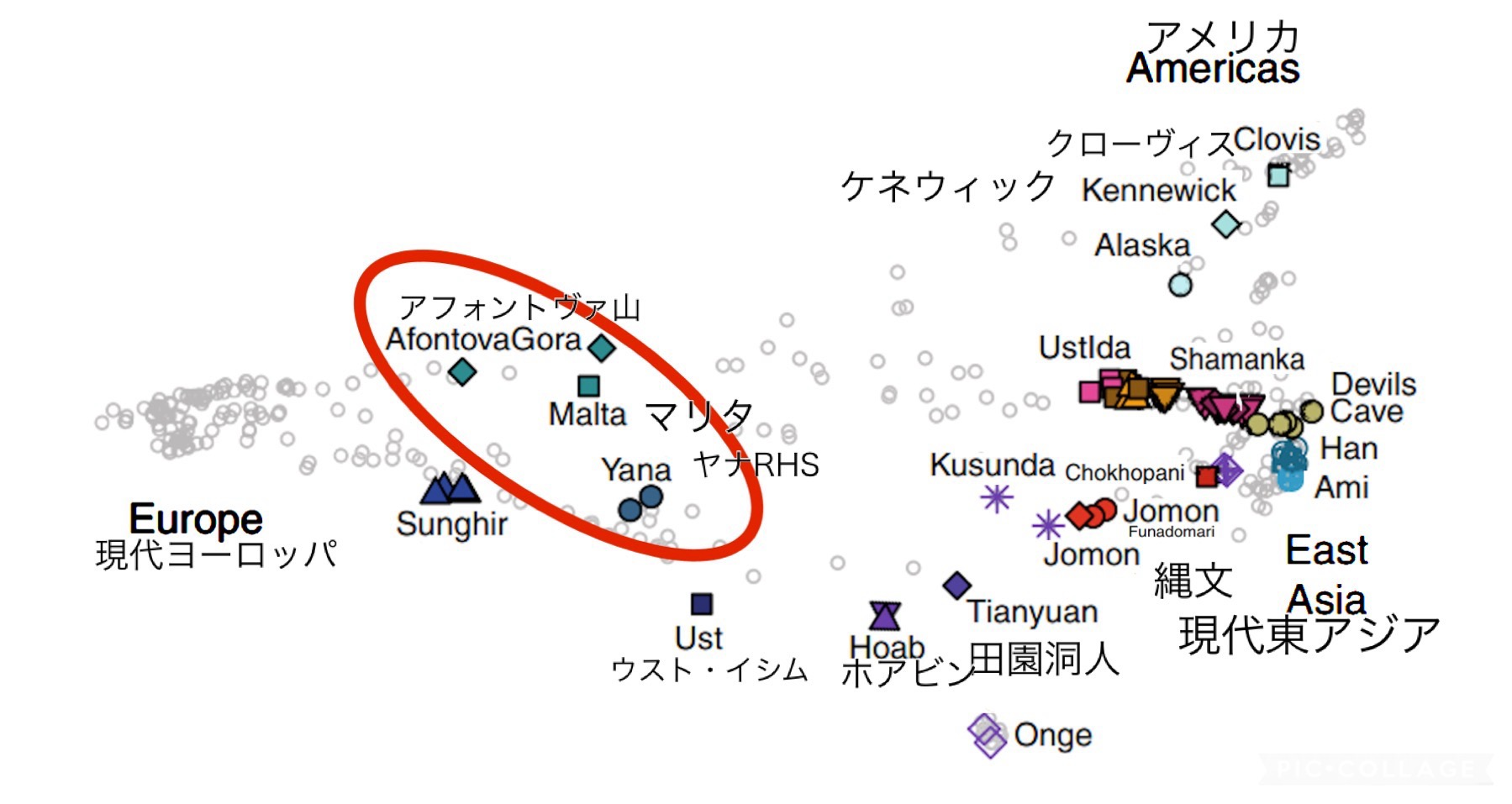
アフォントヴァ山遺跡と他の古代北ユーラシア人個体群（マリタ遺跡と）との遺伝的近接性を、世界中の個体群の古代個体と現生個体の主成分分析で明らかにした。。

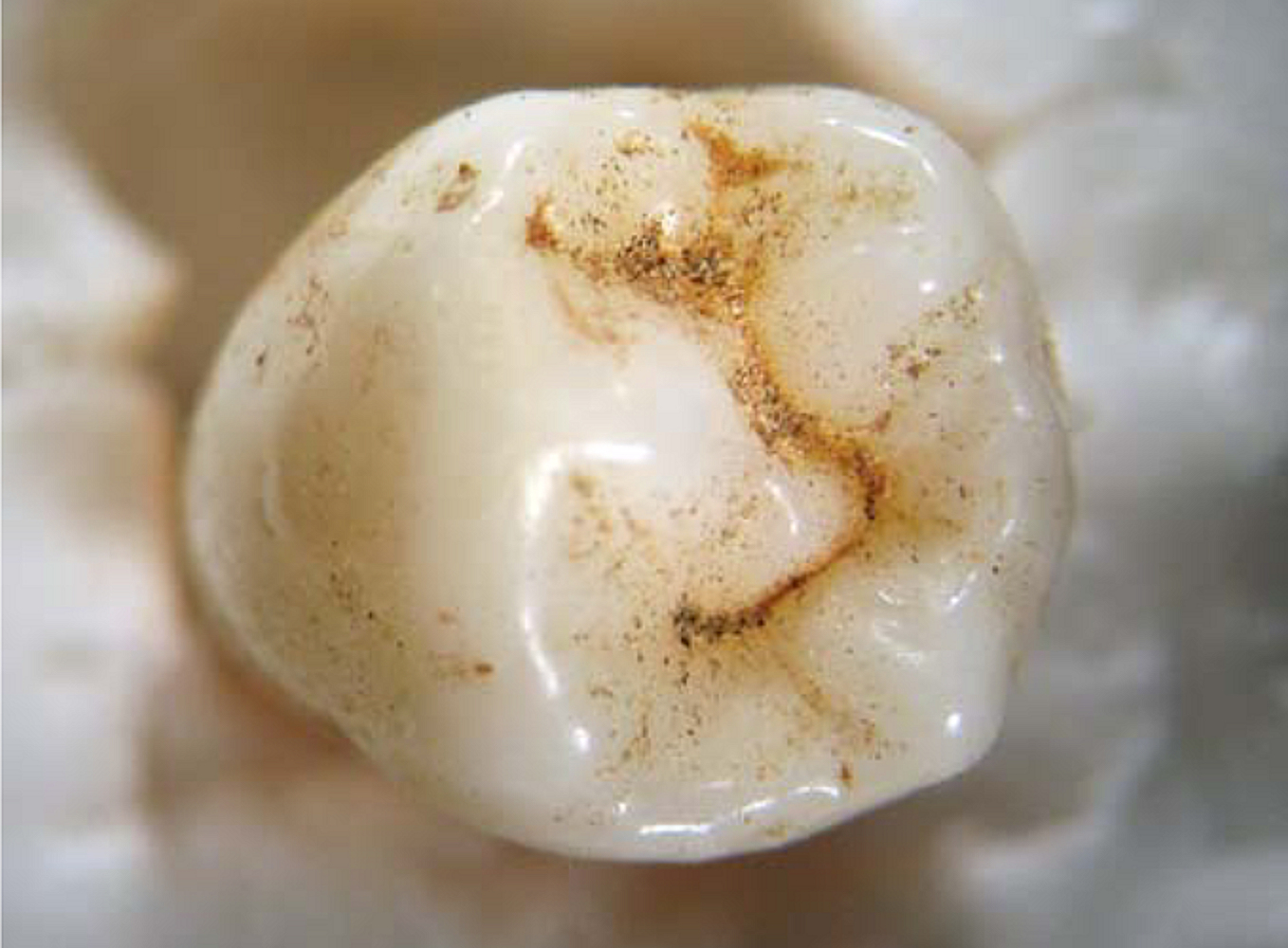
紀元前16,090年頃の個体アフォントヴァ山3（AG3）の5本の歯のうちの1本。

2014年、イェニセイ川に新しい橋を架ける前の発掘調査で、アフォントヴァ山IIでさらに多くの人骨化石が発見された。遺体は2つの異なる女性のもので、成人女性の環椎と、14～15歳くらいと推定される10代の少女（アフォントヴァ山3）の下顎と5本の下の歯である。当初、新発見はアフォントヴァ山2とほぼ同時期と推定されていた。2017年、直接的な加速器質量分析装置による放射性炭素年代測定により、アフォントヴァ山3は紀元前16,090年頃と推定された。
アフォントヴァ山3の下顎は華奢であると説明された。
アフォントヴァ山3の歯の形態を分析した研究者たちは、その歯は同じ南シベリアのアルタイ・サヤン地方（英語: Altai-Sayan region）の別の出土人骨（リストヴェンカの子供）と最も類似した明確な特徴を示し、西ユーラシア系統でも東ユーラシア系統でもないと結論づけた。アフォントヴァ山3とリストヴェンカの出土人骨は、マリタ遺跡出土人骨を含む他のシベリアの化石とも異なる、はっきりとした歯の特徴を示した。
アフォントヴァ山3の歯の1本からDNAを抽出し、解析した。アフォントヴァ山2と比較して、研究者はアフォントヴァ山3からディープシーケンスを行い、より高いカバレッジのゲノムを得ることができた。DNA鑑定で女性であることが確認された。mtDNA分析の結果、アフォントヴァ山3はミトコンドリアDNAハプログループR1bに属することが判明した。ゲノムの約2.9-3.7％がネアンデルタール人由来であった。
2016年の研究で、研究者はアフォントヴァ山2、アフォントヴァ山3、マリタ1（マリタの少年）が共通の子孫を持ち、一つのマリタ・クラスターにまとまっていることを突き止めた。遺伝学的にみて、アフォントヴァ山3はマリタ1と比較してアフォントヴァ2に近い訳ではない。マリタ1と比較すると、アフォントヴァ山3の系統は明らかに現生人類により多く寄与しており、遺伝学的にアメリカ先住民に近い。

## 金髪
表現型分析によると、アフォントヴァ山3は金髪の髪の色に関連し、その原因と考えられるrs12821256対立遺伝子を持っており、アフォントヴァ山3はこの対立遺伝子を持っている最も古い個体である。この対立遺伝子は、サマラ、モタラ、ウクライナc. 10,000 BPの、主にANEに由来する東ヨーロッパ狩猟採集民集団の後の3人のメンバーで見つかっており、ユーラシア西部に広がる前に古代北ユーラシア人の集団で発生したことを示唆している。この変異した対立遺伝子（一塩基多型）の何億ものコピーが、古典的なヨーロッパ人の金髪変異の根底にあるのだが、これは、かなりの古代北ユーラシア人の祖先を持つ人々が、ユーラシアの草原からヨーロッパ大陸に大規模な人口移動を行ったためである。

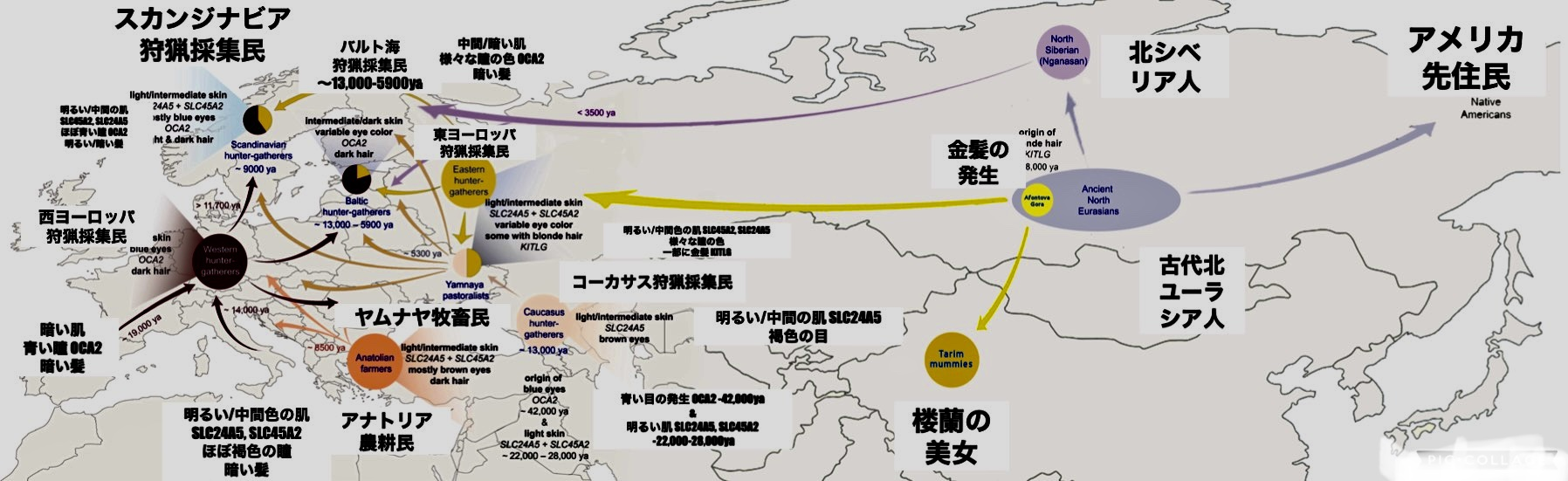
金髪の突然変異は、シベリア中南部の古代北ユーラシア人（ANE）のアフォントヴァ山遺跡の集団の間で起こったと考えられている。

### タリムのミイラとアフォントヴァ山3の遺伝的近縁性

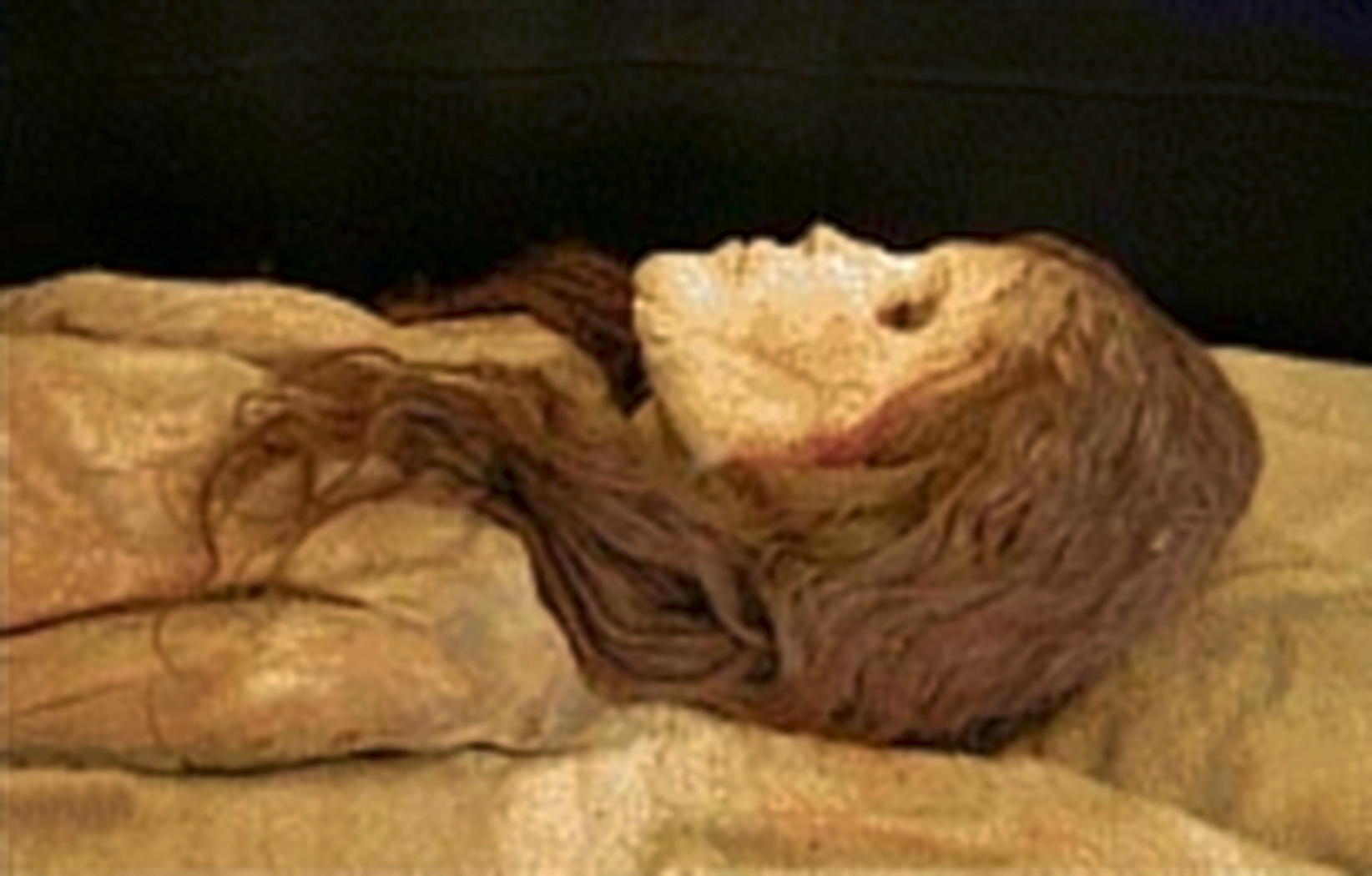
の一つである「」。

2021年に行われたタリムのミイラの遺伝子研究では、彼らは主にアフォントヴァ山3標本（AG3）に代表される集団の子孫であり、遺伝学的に「高い親和性」を示すことが判明した。アフォントヴァ山3個体の遺伝子プロファイルは、タリムのミイラの祖先が約72％を占め、残りの28％は古代北東アジア人であるバイカルEBA（Baikal_Early Bronze Age、初期青銅器時代のバイカル湖の集団）に由来する。したがって、タリムのミイラは完新世の集団の中でも、時間的な隔たり（約14,000年）があるにもかかわらず、その祖先のほとんどを古代北ユーラシア人（ANE、特にマリタとアフォントヴァ山遺跡の集団）に由来する珍しい集団の一つである。他のどの古代の集団よりも、彼らは古代北ユーラシア人の「最良の代表」とみなすことができる。